# Sam Cooke
Samuel Cook (Clarksdale, Mississipi, 22 de gener de 1931 - Los Angeles, Califòrnia, 11 de desembre de 1964), més conegut amb el nom musical Sam Cooke, va ser un cantant, cantautor i emprenedor estatunidenc de música gòspel, R&B, soul i pop. Va ser considerat un dels pioners i fundadors de la soul music. És generalment conegut com a Rei del Soul per la seva veu característica i per la influència en la música moderna. La seva contribució com a pioner de la música soul va provocar l'aparició d'Aretha Franklin, Bobby Womack, Al Green, Curtis Mayfield, Stevie Wonder, Marvin Gaye, i va popularitzar a gent com Otis Redding i James Brown. Els seus singles més populars van ser "You Send Me", "A Change Is Gonna Come", "Cupid", "Chain Gang", "Wonderful World", i "Twistin' the Night Away". L'onze de desembre de 1964, Cooke va morir d'un tret a mans de l'encarregat de l'Hacienda Motel a Los Angeles, Califòrnia, a l'edat de 33 anys. En aquella època, el judici posterior va dictaminar que Cooke estava borratxo i angoixat, i que la seva mort havia estat un homicidi justificat. Més endavant s'han qüestionat àmpliament les circumstàncies de la seva mort.